# Ryszard Katus
Ryszard Katus (Polonia, 29 de marzo de 1947) es un atleta polaco retirado, especializado en la prueba de decatlón en la que llegó a ser medallista de bronce olímpico en 1972.

## Carrera deportiva
En los JJ. OO. de Múnich 1972 ganó la medalla de bronce en la competición de decatlón, con un total de 7984 puntos, quedando tras los soviéticos Mykola Avilov que con 8454 puntos batió el récord del mundo, y Leonid Lytvynenko (plata).